# 무신 (드라마)
《무신》(武神)은 2012년 2월 11일부터 2012년 9월 15일까지 방송되었던 MBC 주말 드라마이다. 팔만대장경 탄생 1000주년을 기념하여 고려 무신 정권기 인물인 김준의 삶과 대몽항쟁을 조명한 대하드라마이다.
이 드라마는 극 초반 선정성과 폭력성 논란을 딛고 실감나는 격구대회 장면 등으로 남성 시청자들을 끌어들이는 데 성공했지만 담당 PD 김진민의 파업 동참 등으로 시청률이 다시 떨어지기도 했다. 하지만 정보석, 김주혁, 홍아름, 박상민 등 주요 배우들의 열연과 작품에 대한 애정으로 시청자들의 눈길을 사로잡는 데 성공했으며 이 같은 인기에 힘입어 50부작에서 6편 늘린 56회로 막을 내렸다.
한편, 이 작품은 1999년 KBS에서 기획한 후삼국시대(태조 왕건)부터 공민왕 시대까지 다루는 《고려사 10년 시리즈》 중 한 작품으로 《무인시대》 후속작이었으나, 그 자리에 《불멸의 이순신》이 편성되면서 중단되었던 작품이었다. 그 당시 노무현 대통령이 《불멸의 이순신》의 원작인 김훈의 《칼의 노래》를 극찬한 점을 염두에 두고 “코드 맞추기용 드라마 아니냐”는 비판이 있었지만, 이에 제작진은 그 전에 이미 기획된 작품이라고 밝혔다.

## 역사적 사실
고려는 조선과 다르게 외왕내제 체제로 운영되었다. 고려 초기에 태조 왕건은 통천관을 사용했는데, 통천관은 당시 중국 황제가 쓰던 황관이었다. 광종대부터 원종대까지 대외적으로 외왕내제 체제였다.

## 등장인물

### 주인공
- 김주혁 : 김준 역 - 고려 무신

### 주요 인물
- 김규리 : 송이(우봉 최씨) 역
- 정보석 : 최우 역 - 고려 무신
- 박상민 : 최양백 역 - 고려 무신
- 주 현 : 최충헌 역 - 고려 무신
- 정성모 : 최향 역 - 고려 무신
- 이주현 : 김약선 역 - 고려 무신
- 안재모 : 임연 역 - 고려 무신

### 김준 주변인물
- 장예슬 ↔ 홍아름 : 월아 역
- 홍아름 : 안심 역
- 강신일 : 수법 역
- 박해수 : 김윤후(금강) 역
- 진선규 : 갑이 역
- 이현걸 : 가필 역
- 김용운 : 구필 역

### 최우 주변인물
- 백도빈 : 최항 역 - 고려 무신
- 김 혁 : 만종 역 - 고려 승려
- 김서라 : 정씨부인 역
- 김유미 : 대씨부인 역
- 정호빈 : 송길유 역 - 고려 무신
- 김영필 : 박송비 역 - 고려 무신
- 박상욱 : 이공주 역 - 고려 무신
- 노영국 : 대집성 역 - 고려 무신
- 정선일 : 주숙 역 - 고려 무신
- 이도영 : 최의 역 (최항의 아들) - 고려 무신
- 이석준 : 이장용 역 (이전의 최향의 측근) - 고려 문신
- 임종윤 : 최춘명 역 (이전의 최향의 측근) - 고려 무신
- 정 욱 : 정숙첨 역 (특별출연) - 고려 문신
- 이경영 : 정안 역 - 고려 문신

### 최향 주변인물
- 안병경 : 김덕명 역 - 고려 무신
- 최재호 : 류송절 역 - 고려 무신
- 윤철형 : 최준문 역 - 고려 무신
- 구보석 : 지윤심 역 - 고려 무신

### 고려 황실
- 이승효 : 고종 역 - 고려 23대 황제
- 백승우 ↔ 강태성 : 원종 역 - 고려 24대 황제
- 방준서 ↔ 최다은 : 정순왕후 역 - 원종의 부인
- 진대원 : 태자 역 - 원종의 아들
- 한인수 : 회안공 역 - 고려황실 종친
- 김지완 : 영녕공 역 - 고려왕실 종친
- 박예진 : 영녕공의 부인 역 - 몽케의 딸
- 문회원 : 신안공 역 - 고려황실 종친
- 유동혁 : 안경공 역 - 고려 임시 왕

### 몽골
- 송용태 : 오고타이 역 - 몽골 2대 대칸
- 서지연 : 탈녀가네 역 - 오고타이의 부인
- 조덕제 : 자꾸예 역 - 몽골 사신
- 이기영 : 완안자연 역 - 몽골군에 소속된 동진국 장군
- 유승봉 : 합진 역 - 몽골군 대원수(강동성 전투)
- 이동신 : 살리타이 역 - 몽골군 부원수(강동성 전투) -> 몽고군 대원수(1~2차 여몽전쟁)
- 정은찬 ↔ 윤동환 : 탕꾸 역 - 몽고골 군관(강동성 전투) -> 몽골군 부원수(1~2차 여몽전쟁) -> 몽골군 대원수(3차 여몽전쟁)
- 김강일 ↔ 조상구 : 포리대완(푸타우) 역 - 몽골 사신(강동성 전투) -> 몽골 장수(1~3차 여몽전쟁)
- 손종학 : 포리대완(푸타우)의 부장 역
- 지성환 : 테케 역 - 몽골 군관(1~2차 여몽전쟁)
- 김길동 : 디쥬 역 - 몽골 군관(1~2차 여몽전쟁)
- 김시원 : 우예르 역 - 몽골 군관(1~2차 여몽전쟁)
- 김원중 : 일라 역 - 몽고 군관(1차 여몽전쟁)
- 윤영목 : 바이누 역 - 몽골 군관(1차 여몽전쟁)
- 공호석 : 비벤 역 - 몽골 군관(1차 여몽전쟁)
- 이원재 : 홍복원 역 - 고려의 반역자, 몽골 장수
- 안홍진 : 이현 역 - 고려의 반역자, 몽골 장수, 몽고 다루가치
- 김경룡 : 몽케 역 - 몽골 4대 대칸
- 김영석 : 쏭주 역 - 몽골군 부원수(5차 여몽전쟁), 몽케의 이복동생
- 정흥채 : 예꾸 역 - 몽골 대왕, 몽케의 숙부
- 김윤태 : 아무간 역 - 몽골군 대원수(4~5차 여몽전쟁)
- 하성광 : 몽케다이 역 - 몽골 군관(5~8차 여몽전쟁)
- 이재연 : 파양 역 - 몽고 군관(5~8차 여몽전쟁)
- 정병호 : 보후지 역 - 몽골 군관(5~8차 여몽전쟁)
- 방형주 : 자랄타이 역 - 몽골 군관(6~8차 여몽전쟁)
- 윤갑수 : 무당 역 - 예꾸의 진영에서 굿을 한 무당
- 김명국 : 쿠빌라이 역 - 원나라 초대 황제(몽고 5대 대칸)
- 류성훈 : 카단 역 - 몽골 대신
- 최영균 : 아수 역 - 몽골 군관
- 이기열 : 바얀 역 - 원나라 대승상
- 강상구 : 도케 역 - 몽골 사신
- 김영석 : 홍고이 역 - 몽골 사신
- 이병욱 : 헤이더 역 - 원나라 다루가치
- 신준영 : 우야손탈 역 - 원나라 다루가치

### 주요 무인
- 김철기 : 김경손 역 - 고려 무신
- 백재진 : 김중온 역 - 고려 무신
- 임종윤 : 최춘명 역 - 고려 무신
- 전노민 : 문대 역 - 고려 무신
- 백인철 : 이자성 역 - 고려 무신
- 김주영 : 이원정 역 - 고려 무신
- 권태원 : 박서 역 - 고려 무신
- 전헌태 : 김취려 역 - 고려 무신
- 이석구 : 조충 역 - 고려 무신
- 손선근 : 박훤 역 - 고려 무신
- 최익준 : 박득분 역 - 고려 무신
- 여호민 : 조숙창(조충의 아들) 역 - 고려 무신
- 최덕문 : 승도들을 고문하는 장수 역(1회), 이희적 역(20회) (특별출연)

### 승려
- 오영수 : 수기대사 역
- 이대로 : 혜심대사 역
- 김정학 : 진표 역
- 박동빈 : 홍지 역

### 도방의 시녀
- 신복숙 : 찬모 역
- 김하은 : 춘심 역
- 나혜진 : 연심 역
- 조은숙 : 간난 역
- 고수희 : 난장 역
- 이희진 : 난이 역
- 이유진 : 옥이 역

### 최양백의 측근
- 장태성 : 원발 역 - 고려 군관
- 백원길 : 견가 역 - 고려 군관
- 서성광 : 우가 역 - 고려 군관

### 조정 인물
- 천호진 : 이규보 역 - 고려 문신
- 허현호 : 이인로 역 - 고려 문신
- 정동규 : 최온 역 - 고려 문신
- 최규환 : 유경 역 - 고려 문신
- 정규수 : 최자 역 - 고려 문신
- 김승욱 : 류경 역 - 고려 문신
- 박종관 : 유승단 역 - 고려 문신
- 서광재 : 민희 역 - 고려 문신
- 최운교 : 박승선 역 - 고려 문신
- 윤영준 ↔ 김정균 : 김희제 역 - 고려 문신
- 이달형 : 노지정 역 - 고려 문신
- 이승형 : 류능 역 - 고려 문신
- 정호근 : 선인렬 역 - 고려 문신
- 임승대 : 강윤소 역 - 고려 문신
- 김익태 : 내관 역 - 고종과 원종의 내관

### 그 외 인물
- 윤용현 : 이연년 역
- 노준혁 ↔ 이해우 : 김미 역
- 배진섭 : 오승적 역
- 이승규 : 김홍취 역
- 이남희 : 주연지(최산보) 역
- 이소윤 : 최씨부인 역
- 주성환 : 송문주 역
- 최민 : 강우문 역
- 하수호 : 황보준장 역
- 손건우 : 이상로 역
- 김영석 : 평주성 낭장 역
- 임치우 : 왈짜 역
- 맹봉학 : 전의 역(최충헌 최우시절 집권자들의 병을 돌보던 의사)
- 변우종
- 장문규 : 반란군 역
- 백윤흠 : 김효정 장군 부하 장수 역
- 전정로 : 통지 역
- 허성태
- ? : 몽케 대역
- 김기준 : 채송년 역
- ? : 김세충 역
- ? : 이연진 역
- 김민진
- 고진명
- 김광인

## 시청률
최저 시청률과 최고 시청률은 시청률 조사회사와 지역별로 시청률에 차이가 있을 수 있습니다.
| 2012년      | 2012년      | 2012년         | 2012년       | 2012년         | 2012년       |
| 회차        | 방송일      | TNmS 시청률    | TNmS 시청률  | AGB 시청률     | AGB 시청률   |
| 회차        | 방송일      | 대한민국(전국) | 서울(수도권) | 대한민국(전국) | 서울(수도권) |
| ----------- | ----------- | -------------- | ------------ | -------------- | ------------ |
| 제1회       | 2월 11일    | 7.4%           | 9.8%         | 7.1%           | 7.7%         |
| 제2회       | 2월 12일    | 7.6%           | 9.5%         | 8.4%           | 9.2%         |
| 제3회       | 2월 18일    | 6.8%           | 7.8%         | 7.2%           | 8.2%         |
| 제4회       | 2월 19일    | 8.7%           | 8.8%         | 8.2%           | 8.3%         |
| 제5회       | 2월 25일    | 9.5%           | 10.3%        | 9.5%           | 10.2%        |
| 제6회       | 2월 26일    | 9.8%           | 10.9%        | 9.7%           | 10.2%        |
| 제7회       | 3월 3일     | 10.7%          | 10.8%        | 10.2%          | 11.1%        |
| 제8회       | 3월 4일     | 11.6%          | 12.2%        | 11.8%          | 12.5%        |
| 제9회       | 3월 17일    | 9.0%           | 9.7%         | 9.6%           | 10.2%        |
| 제10회      | 3월 18일    | 8.6%           | 9.2%         | 10.0%          | 10.7%        |
| 제11회      | 3월 24일    | 9.4%           | 10.6%        | 9.8%           | 11.3%        |
| 제12회      | 3월 25일    | 10.5%          | 11.1%        | 10.8%          | 12.1%        |
| 제13회      | 3월 31일    | 10.3%          | 13.9%        | 10.6%          | 11.3%        |
| 제14회      | 4월 1일     | 10.9%          | 12.0%        | 12.2%          | 13.2%        |
| 제15회      | 4월 7일     | 8.3%           | 9.8%         | 9.0%           | 9.9%         |
| 제16회      | 4월 8일     | 10.0%          | 11.5%        | 11.2%          | 12.4%        |
| 제17회      | 4월 14일    | 10.2%          | 11.6%        | 10.1%          | 11.0%        |
| 제18회      | 4월 15일    | 10.0%          | 10.2%        | 10.6%          | 11.4%        |
| 제19회      | 4월 21일    | 9.5%           | 10.4%        | 9.5%           | 10.2%        |
| 제20회      | 4월 22일    | 11.2%          | 12.3%        | 10.3%          | 11.2%        |
| 제21회      | 4월 28일    | 9.7%           | 10.7%        | 10.0%          | 10.6%        |
| 제22회      | 4월 29일    | 11.3%          | 13.2%        | 11.0%          | 11.8%        |
| 제23회      | 5월 5일     | 9.8%           | 10.5%        | 11.3%          | 12.4%        |
| 제24회      | 5월 6일     | 10.7%          | 11.5%        | 12.3%          | 13.8%        |
| 제25회      | 5월 12일    | 9.2%           | 10.3%        | 10.5%          | 11.8%        |
| 제26회      | 5월 13일    | 10.7%          | 12.4%        | 13.1%          | 14.0%        |
| 제27회      | 5월 19일    | 10.6%          | 11.6%        | 10.6%          | 11.9%        |
| 제28회      | 5월 20일    | 11.4%          | 12.5%        | 12.5%          | 14.0%        |
| 제29회      | 5월 26일    | 9.7%           | 10.4%        | 10.1%          | 11.2%        |
| 제30회      | 5월 27일    | 10.5%          | 11.4%        | 10.4%          | 11.9%        |
| 제31회      | 6월 2일     | 11.2%          | 12.7%        | 12.3%          | 14.2%        |
| 제32회      | 6월 3일     | 11.6%          | 12.7%        | 10.7%          | 11.6%        |
| 제33회      | 6월 9일     | 10.5%          | 11.8%        | 10.5%          | 11.4%        |
| 제34회      | 6월 10일    | 12.1%          | 13.6%        | 10.8%          | 12.3%        |
| 제35회      | 6월 16일    | 10.6%          | 10.7%        | 10.0%          | 10.9%        |
| 제36회      | 6월 17일    | 11.4%          | 11.8%        | 11.7%          | 13.0%        |
| 제37회      | 6월 23일    | 10.4%          | 12.0%        | 10.5%          | 11.2%        |
| 제38회      | 6월 24일    | 13.1%          | 15.1%        | 13.1%          | 14.1%        |
| 제39회      | 6월 30일    | 11.2%          | 12.0%        | 11.6%          | 13.1%        |
| 제40회      | 7월 1일     | 12.8%          | 14.1%        | 12.3%          | 13.7%        |
| 제41회      | 7월 7일     | 11.4%          | 12.6%        | 10.6%          | 11.7%        |
| 제42회      | 7월 8일     | 13.0%          | 14.0%        | 13.2%          | 14.8%        |
| 제43회      | 7월 14일    | 12.6%          | 14.5%        | 12.2%          | 13.0%        |
| 제44회      | 7월 15일    | 13.6%          | 15.1%        | 12.6%          | 13.5%        |
| 제45회      | 7월 21일    | 11.1%          | 12.0%        | 11.4%          | 11.0%        |
| 제46회      | 7월 22일    | 12.8%          | 14.4%        | 12.0%          | 12.8%        |
| 제47회      | 8월 12일    | 8.6%           | 9.6%         | 7.0%           | 8.0%         |
| 제48회      | 8월 18일    | 10.3%          | 11.8%        | 10.1%          | 11.3%        |
| 제49회      | 8월 19일    | 13.6%          | 16.1%        | 12.0%          | 13.0%        |
| 제50회      | 8월 25일    | 12.5%          | 15.4%        | 10.9%          | 11.8%        |
| 제51회      | 8월 26일    | 13.3%          | 15.4%        | 11.5%          | 12.1%        |
| 제52회      | 9월 1일     | 12.8%          | 14.0%        | 11.2%          | 12.7%        |
| 제53회      | 9월 2일     | 14.9%          | 16.6%        | 13.0%          | 13.8%        |
| 제54회      | 9월 8일     | 11.3%          | 12.1%        | 10.0%          | 10.3%        |
| 제55회      | 9월 9일     | 11.8%          | 12.8%        | 12.2%          | 13.7%        |
| 제56회      | 9월 15일    | 11.8%          | 12.7%        | 11.1%          | 11.8%        |
| 평균 시청률 | 평균 시청률 | 10.8%          | 12.0%        | 10.8%          | 11.7%        |
|             |             |                |              |                |              |
| 스페셜      |             |                |              |                |              |
| 제1회       | 9월 16일    | 7.0%           | 7.8%         | 5.8%           | 6.6%         |

## 결방과 연장
- 2012년 3월 10일, 3월 11일에 방송될 예정이었던 제9회, 제10회 방송분은 MBC 노조의 총파업에 인하여 스폐셜 대체 방송하였으며, 2012년 3월 17일, 3월 18일에 방송되었다.[9][10]

- 2012년 6월 25일 : 무신 방영 분량이 50부작에서 6회 연장되어 56부작으로 변경.확정되었다.[11]

- 2012년 7월 28일, 7월 29일에 방송될 예정이었던 제47회, 제48회 방송분은 제30회 런던올림픽 중계방송으로 결방하였다.[12][13]

- 2012년 8월 4일, 8월 5일에 방송될 예정이었던 제47회, 제48회 방송분은 제30회 런던올림픽 중계방송으로 결방하였다.[14][15]

- 2012년 8월 11일에 방송될 예정이었던 제47회 방송분은 제30회 런던올림픽 중계방송으로 결방하였다.[16][17]

## 에피소드
- 2011년 고려시대의 침몰선박에서 발굴된 유물[18]이 재현되었다.[19]

- 2012년 8월에는 출연 중이던 배우 승규가 귀가 중 오토바이 사고로 세상을 떠났다.[20]